# Fritz-Georg von Rappard
Fritz-Georg von Rappard (ur. 15 sierpnia 1892, zm. 29 stycznia 1946) – niemiecki wojskowy, generalleutnant, dowódca 7 Dywizji Piechoty podczas II wojny światowej. 
Po wojnie, osądzony (wraz z 7 innymi oficerami) przez trybunał wojskowy Armii Czerwonej w Wielkich Łukach, a następnie skazany na śmierć za zbrodnie wojenne i zbrodnie przeciwko ludzkości. Wyrok wykonano przez powieszenie 29 stycznia 1946 roku.

## Odznaczenia
- Krzyż Rycerski Krzyża Żelaznego z Liśćmi Dębu (1945)
- Krzyż Rycerski Krzyża Żelaznego (1944)
- Złoty Krzyż Niemiecki (1944)
- Krzyż Żelazny 1939 I klasy (1940)
- Krzyż Żelazny 1939 II klasy (1940)
- Krzyż Żelazny 1914 I klasy (1916)
- Krzyż Żelazny 1914 II klasy (1914)
- Czarna Odznaka za Rany